# Vicariato apostólico de Ñuflo de Chávez
El vicariato apostólico de Ñuflo de Chávez o de Ñuflo de Chaves (en latín: Vicariatus Apostolicus Niuflensis) es una circunscripción eclesiástica de la Iglesia católica en Bolivia. Se trata de un vicariato apostólico latino, inmediatamente sujeto a la Santa Sede. Desde el 31 de octubre de 2001 su vicario apostólico es Bonifacio Antonio Reimann Panic, de la Orden de Frailes Menores.

## Territorio y organización
El vicariato apostólico tiene 90 000 km² y extiende su jurisdicción sobre los fieles católicos de rito latino residentes en las provincias de Ñuflo de Chaves y de Guarayos del departamento de Santa Cruz.
La sede del vicariato apostólico se encuentra en la ciudad de Concepción, en donde se halla la Catedral de la Inmaculada Concepción.
En 2022 en el vicariato apostólico existían 18 parroquias.

## Historia
El vicariato apostólico fue erigido el 13 de diciembre de 1951 con la bula Ne sacri Pastores del papa Pío XII, derivando el territorio del vicariato apostólico de Chiquitos (hoy diócesis de San Ignacio de Velasco).

## Estadísticas
Según el Anuario Pontificio 2023 el vicariato apostólico tenía a fines de 2022 un total de 151 000 fieles bautizados.
| Año                                                                             | Población            | Población | Población      | Sacerdotes | Sacerdotes    | Sacerdotes    | Bautizados por sacerdote | Diáconos permanentes | Religiosos | Religiosos | Parroquias |
| Año                                                                             | Bautizados católicos | Total     | % de católicos | Total      | Clero secular | Clero regular | Bautizados por sacerdote | Diáconos permanentes | Varones    | Mujeres    | Parroquias |
| ------------------------------------------------------------------------------- | -------------------- | --------- | -------------- | ---------- | ------------- | ------------- | ------------------------ | -------------------- | ---------- | ---------- | ---------- |
| 1965                                                                            | 26 000               | 26 400    | 98.5           | 20         | 2             | 18            | 1300                     |                      | 5          | 26         | 11         |
| 1970                                                                            | 29 700               | 30 000    | 99.0           | 18         | 2             | 16            | 1650                     |                      | 21         | 17         |            |
| 1976                                                                            | 31 750               | 32 000    | 99.2           | 10         |               | 10            | 3175                     |                      | 17         | 28         | 12         |
| 1980                                                                            | 37 500               | 39 600    | 94.7           | 13         | 1             | 12            | 2884                     |                      | 21         | 31         | 12         |
| 1990                                                                            | 81 729               | 93 475    | 87.4           | 18         |               | 18            | 4540                     |                      | 23         | 19         | 13         |
| 1999                                                                            | 92 223               | 114 856   | 80.3           | 14         | 4             | 10            | 6587                     | 1                    | 11         | 37         | 18         |
| 2000                                                                            | 97 038               | 120 212   | 80.7           | 18         | 6             | 12            | 5391                     | 1                    | 14         | 43         | 16         |
| 2001                                                                            | 100 479              | 125 721   | 79.9           | 18         | 6             | 12            | 5582                     | 1                    | 13         | 37         | 16         |
| 2002                                                                            | 102 744              | 127 986   | 80.3           | 19         | 7             | 12            | 5407                     | 1                    | 13         | 53         | 16         |
| 2003                                                                            | 103 000              | 128 000   | 80.5           | 21         | 8             | 13            | 4904                     | 1                    | 14         | 47         | 16         |
| 2004                                                                            | 117 873              | 151 350   | 77.9           | 20         | 7             | 13            | 5893                     | 1                    | 22         | 44         | 16         |
| 2010                                                                            | 152 000              | 180 000   | 84.4           | 20         | 10            | 10            | 7600                     |                      | 16         | 49         | 17         |
| 2014                                                                            | 163 600              | 194 000   | 84.3           | 22         | 14            | 8             | 7436                     |                      | 13         | 58         | 17         |
| 2017                                                                            | 141 516              | 182 941   | 77.4           | 26         | 20            | 6             | 5442                     |                      | 11         | 58         | 17         |
| 2020                                                                            | 161 076              | 197 189   | 81.7           | 24         | 19            | 5             | 6711                     |                      | 6          | 51         | 18         |
| 2022                                                                            | 151 000              | 186 000   | 81.2           | 21         | 17            | 4             | 7190                     |                      | 7          | 45         | 18         |
| Fuente: Catholic-Hierarchy, que a su vez toma los datos del Anuario Pontificio. |                      |           |                |            |               |               |                          |                      |            |            |            |

## Episcopologio
- Jorge Kilian Pflaum (Chiliano), O.F.M. † (16 de noviembre de 1953-18 de septiembre de 1971 falleció)
- Antonio Eduardo Bösl, O.F.M. † (18 de diciembre de 1972-13 de octubre de 2000 falleció)
- Bonifacio Antonio Reimann Panic, O.F.M., desde el 31 de octubre de 2001